# Hanyer Mosquera
Hanyer Luis Mosquera Córdoba (Istmina, 15 gennaio 1987) è un ex calciatore colombiano, di ruolo difensore.